# Цілинна ділянка (Запорізький район)
Цілинна ділянка — ботанічний заказник місцевого значення. Об'єкт розташований на території Запорізького району Запорізької області, околиця села Смоляне, Крутоярівське лісництво, квартал 28.
Площа — 1,5 га, статус отриманий у 1980 році.

## Природні особливості

### Раритетні види та угруповання рослин
На території ботанічного заказника зростають 5 видів рослин, занесених до Червоної книги України (сон лучний, горицвіт волзький, брандушка різнокольорова, ковила волосиста і ковила Лессінга) та 5 видів, занесених до Червоного списку рослин Запорізької області (мигдаль степовий, астрагал пухнастоквітковий, барвінок трав'янистий і півники маленькі).
На території заказника виявлено 3 рослинні угруповання, які занесені до Зеленої книги України, зокрема формації мигдалю степового, ковили волосистої та ковили Лессінга. 

### Раритетні види тварин
На території заказника зареєстровано 4 види тварин, занесених до Червоної книги України (подалірій, ящірка зелена, полоз жовточеревий, сліпак подільський).

## Галерея

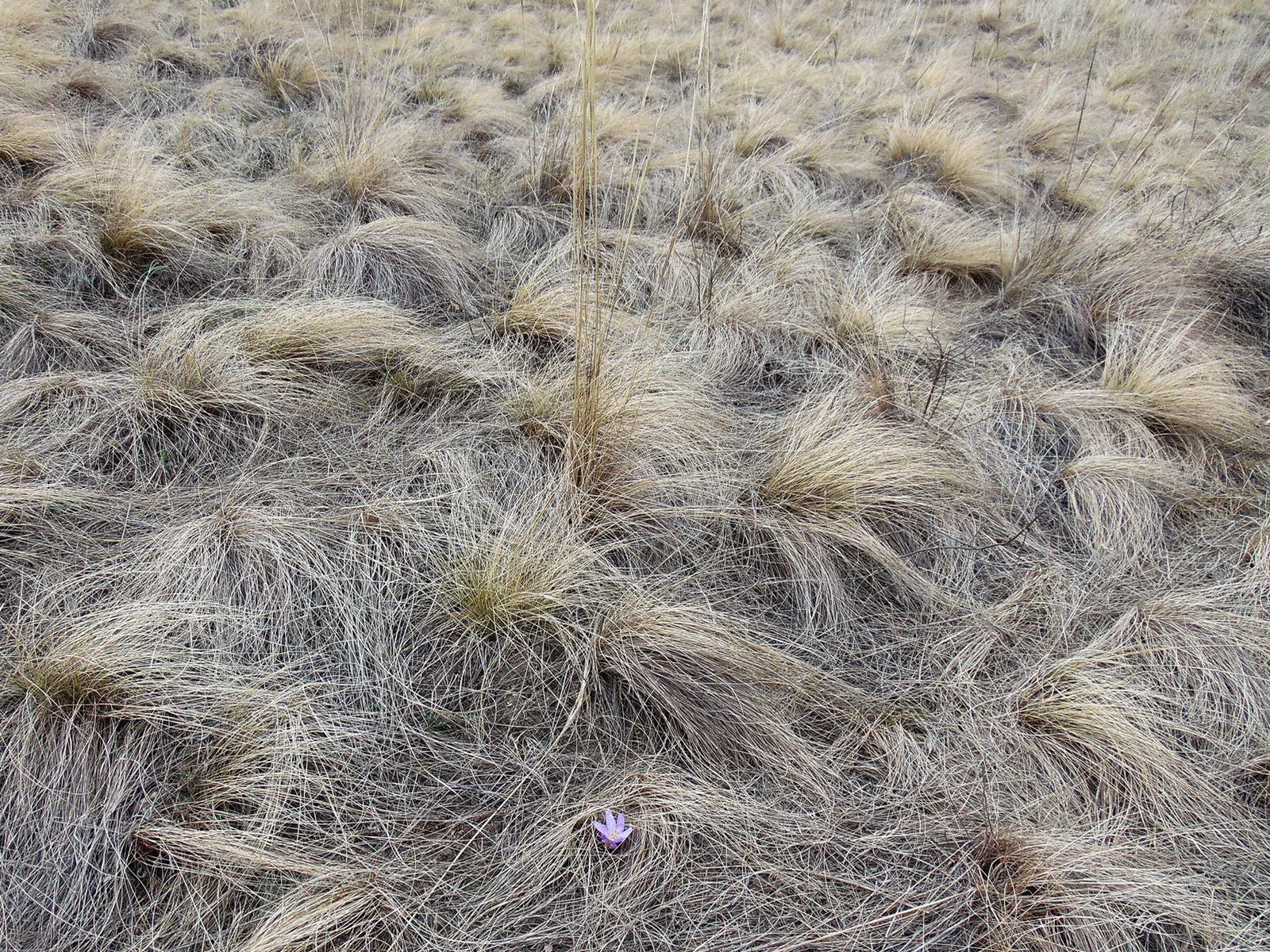
Березень. Типчаково-ковиловий степ
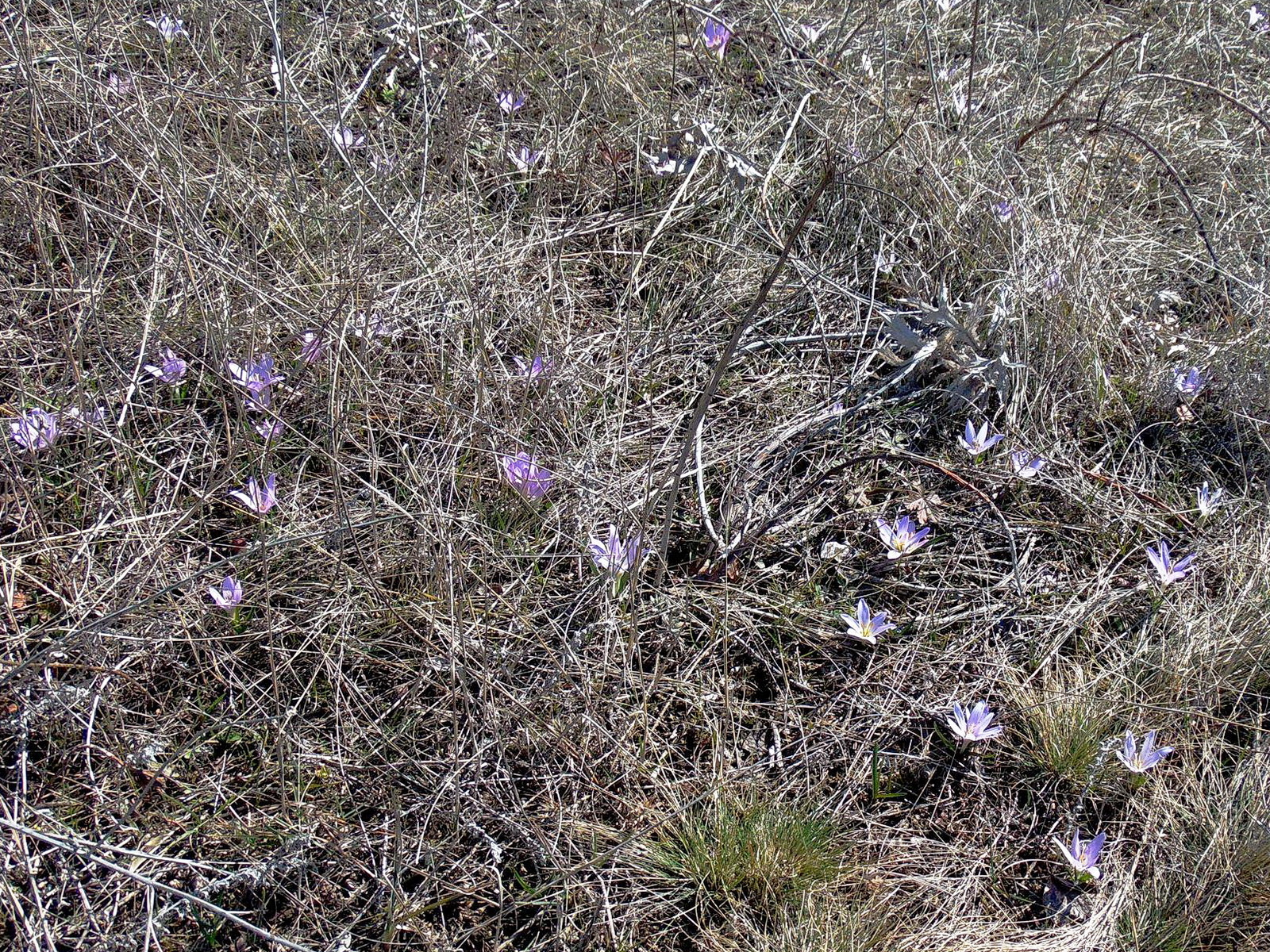
Ценопопуляція брандушки різнокольрової
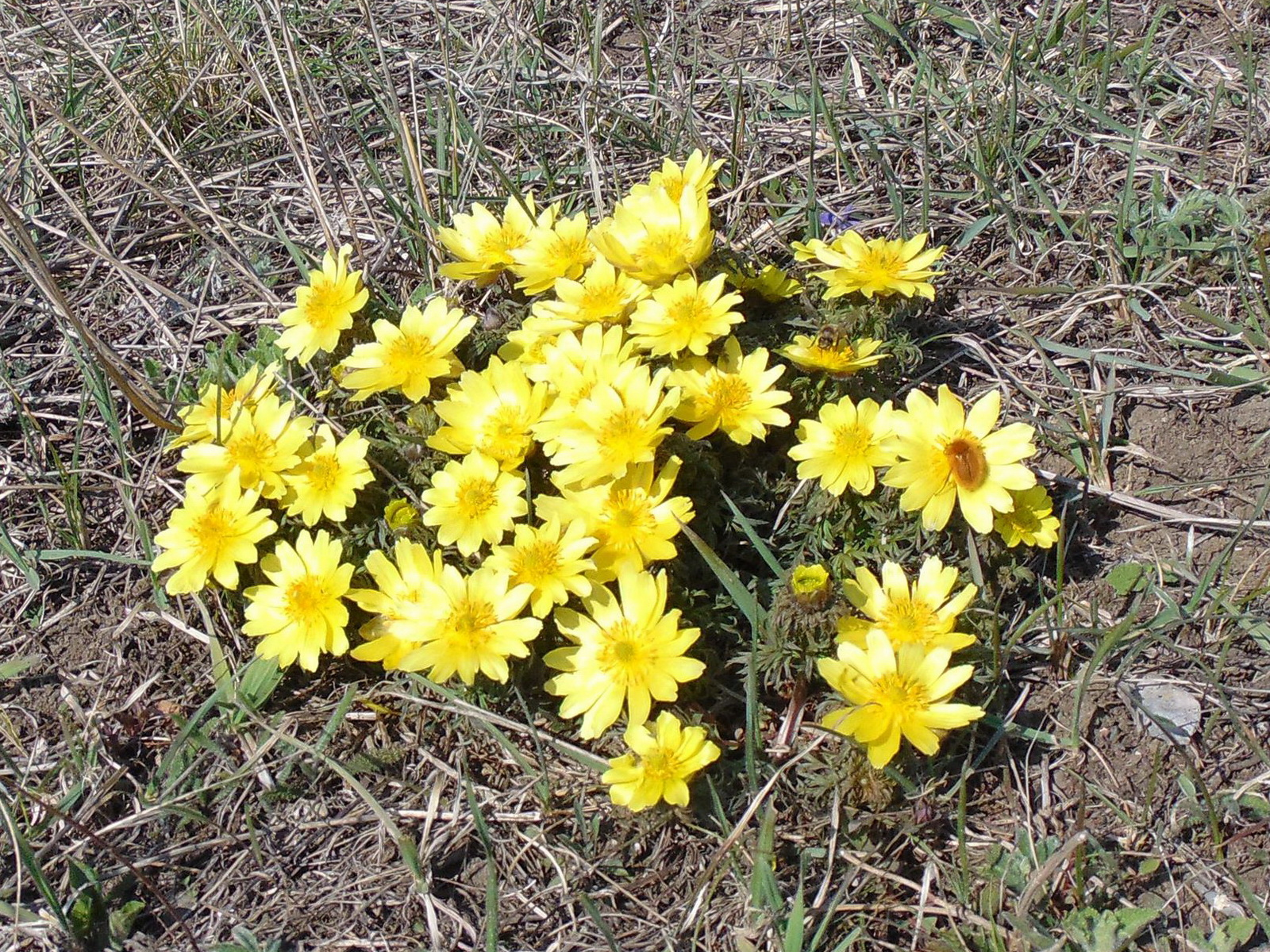
Горицвіт волзький
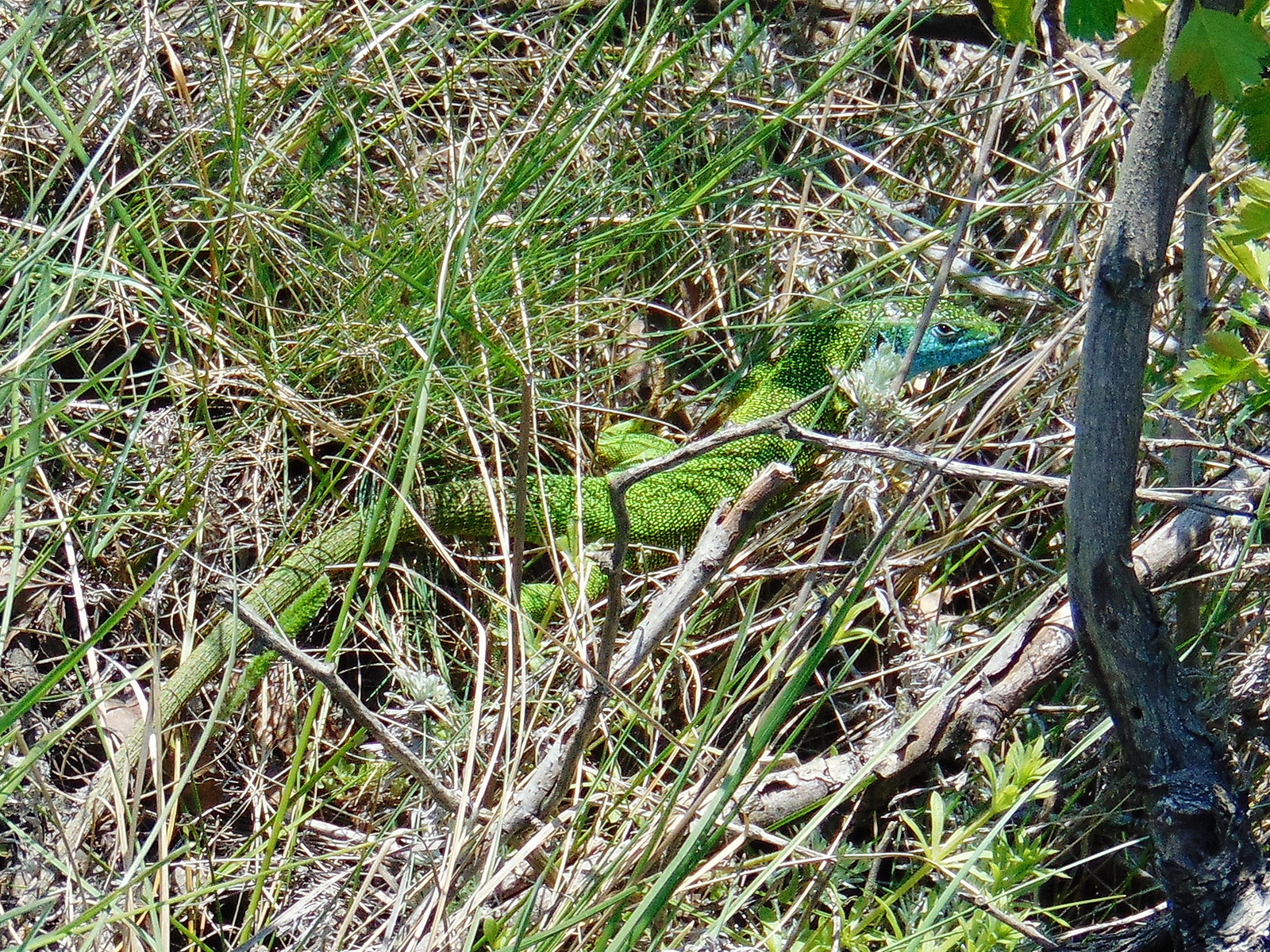
Ящірка зелена